# Biblioteca pública Miguel Ángel López
Biblioteca Miguel Ángel López es una de las bibliotecas que conforman la red pública de bibliotecas en el municipio fronterizo de Maicao. Fue creada en el año 2001 bajo el acuerdo No 016, el cual considera a la Casa de la Cultura y a la Biblioteca Miguel Ángel López Hernández como organismos de fomento, investigación, promoción y divulgación cultural para los sectores que hacen vida en el municipio.
Su epónimo se le asigna en honor al escritor y poeta Guajiro de la etnia wayuu nacido en el corregimiento de Carraipía, La Guajira, en el año 1965, conocido también como Vito Apushana.

## Historia
La biblioteca pública Miguel Ángel López nació como una institución formadora de cultura, la cual se instala en la ciudad de Maicao con el fin de cubrir las necesidades de las poblaciones que habitan los alrededores.
Su estructura hace parte de la red nacional de bibliotecas públicas de Colombia y de la red municipal. Desde sus instalaciones se acceden a los servicios gratuitos que proporciona para la comunidad en general.
La biblioteca Miguel Ángel López nace en principio por la necesidad del sector educativo e intelectual de Maicao por encontrar espacios de formación acordes a sus demandas, propendiendo siempre por aumentar la calidad de vida de los ciudadanos, a través del libre acceso a la información y conocimiento aplicándolo a la vida cotidiana. A su vez, muchas de las actividades se enlazan con otros entes afines a los objetivos de la biblioteca, como lo hace la casa de la cultura.

## Servicios
La información disponible para la comunidad también incluye conocimiento local y propio de las comunidades indígenas que hacen vida en la ciudad de Maicao, ya que esta zona fronteriza se caracteriza por ser un espacio de relaciones interétnicas entre grupos nativos y grupos migratorios que transitan Maicao.

### Servicios en el marco de la red de bibliotecas públicas
Desde el marco legal que se desprende de la ley 1379, la sala presenta los siguientes servicios:
1. Referencias.
2. Consulta en sala.
3. Préstamo externo.
4. Acceso a internet
5. Promoción de lectura, escritura y oralidad.
6. Servicio de información local
7. Extensión bibliotecaria
8. Formación de usuarios/alfabetización informacional.
9. Programación cultural.

### Otros servicios y actividades
- Centro de interés cultura wayuu.
- Colecciones itinerantes (maletas, morrales o cajas viajeras).
- Servicios interactivos de promoción y prevención de factores sociales de riesgo para población vulnerables.
- Exposiciones culturales y patrimoniales permanentes sobre:
- Fotografía, Arte y Poesía Contemporánea.
- Visitas guiadas.
- Cine foros, tertulias, talleres, pícnic literarios etc.
- Club de lectura.
- El GAB de la biblioteca MIGUEL ANGEL LOPEZ dinámico.

## Trabajo social
La biblioteca ha impulsado el nacimiento de programas, servicios y actividades que van enlazas con las necesidades socioculturales de la ciudad de Maicao. Dichas actividades son organizadas en colaboración con funcionarios, voluntarios, colaboradores y organizaciones sin ánimos de lucro, que establecen alianza en favor de crear componentes interdisciplinarios dispuestos a trabajar para la transformación social y el acceso libre a la información. Entre tales actividades están:
- Un espacio interactivo de exposición permanente donde hace presencia La academia de la memoria histórica de Maicao, como entidad de investigación y salvaguarda de la historia local con diversos talleres y conversatorios sobre historiografía de Maicao y La Guajira.
- Talleres permanentes sobre Arte- Poesía y literatura.
- Taller de escritura creativa “prende la chispa”
- Programa de pintura: “aprendo viendo y haciendo”.
- Talleres de informática básica.